# La Jarrie-Audouin
La Jarrie-Audouin – miejscowość i gmina we Francji, w regionie Nowa Akwitania, w departamencie Charente-Maritime.
Według danych na rok 1990 gminę zamieszkiwało 268 osób, a gęstość zaludnienia wynosiła 32 osób/km² (wśród 1467 gmin regionu Poitou-Charentes La Jarrie-Audouin plasuje się na 741. miejscu pod względem liczby ludności, natomiast pod względem powierzchni na miejscu 921.).